# Mugil liza
Mugil liza är en fiskart som beskrevs av Valenciennes, 1836. Mugil liza ingår i släktet Mugil och familjen multfiskar. Inga underarter finns listade i Catalogue of Life.